# Тайфунник Мэрфи
Тайфу́нник Мэрфи (лат. Pterodroma ultima) — вид морских птиц из семейства буревестниковых (Procellariidae). Подвидов не выделяют

## Описание
Тайфунник Мэрфи — птица среднего размера тёмного цвета, имеет длину около 34,5-41 см, размах крыльев около 90 см и массу около 370 грамм. По сравнению со своими родственниками, у него лишь слабый узор на крыльях, в форме буквы «М» на верхней стороне и немного более светлыми полосами на перьях внизу. Чёрный клюв относительно небольшой, лапы телесного цвета или серые, темно-серые пальцы.
Тайфунник Мэрфи питается головоногими моллюсками, рыбой и мелкими ракообразными. Гнездование происходит с конца мая до начала июля. Инкубационный период длится примерно 50 дней: сначала в течение 19 дней насиживают самцы, затем их на аналогичное время подменяют самки, после чего снова насиживают самцы.

## Распространение
Об этом виде буревестников известно очень мало. Только в конце 1980-х годов стало известно, что буревестник Мэрфи может быть постоянным гостем у западного побережья Северной Америки, главным образом поздней весной.
Тайфунник Мэрфи гнездится на островах Питкэрн, на островах Туамоту, Тубуаи и Гамбье во Французской Полинезии, на островах Пасхи и Сала-и-Гомеса в Чили, возможно, также на островах Кука и на островах Хуан-Фернандес. Птица была замечена у побережья Гавайских островов. Во время гнездового периода они перемещаются в центральную часть Северного Тихого океана, до 40-45 градуса северной широты, иногда в Аляскинский залив. Их наблюдали у западного побережья Южной Америки в Чили, Эквадоре и Перу, а также на севере, в Коста-Рике, Мексике и США. Тайфунник Мерфи также был обнаружен в Атлантическом океане у острова Святой Елены.
Большинство сообщений о тайфунниках Мэрфи регистрируется на расстоянии более 70 км от берега, во время гнездового периода птицы для добычи корма удалялись от колонии более чем на 4800 км, что является наибольшим зарегистрированным ареалом кормления любой гнездящейся морской птицы.

## Охранный статус
МСОП классифицирует этот вид как не требующий особых мер по сохранению. Тенденция популяции этого вида неизвестна, но ареал относительно велик. Большая часть мировой популяции тайфунников Мэрфи гнездится на атолле Дюси архипелага Питкэрн, гнездовая популяция которого составляет примерно 250 тысяч птиц. Остальные две большие гнездовые колонии находятся на острове Оэно (25 тысяч птиц) и на острове Хендерсон (2500 птиц). На острове Рапа-Ити в архипелаге островов Басса гнездится не более 100 пар, а на атоллах Муруроа и Фангатауфа в архипелаге Туамоту гнездовые колонии могли исчезнуть после ядерных испытаний и строительства аэропорта. На острове Мануи в архипелаге Гамбье гнездится 5-10 пар птиц. В 2009 году было сообщено о гнездовании двух пар птиц на острове Пасхи. По состоянию на 2004 год популяция тайфунников Мэрфи оценивалась в 0,8—1 миллион птиц.